# Good for Nothing
«Good for Nothing» es una canción de la banda inglesa de música indie Hard-Fi.
Es el sencillo adelanto de su tercer álbum de estudio Killer Sounds.
Fue presentado en exclusiva en el programa de Zane Lowe de BBC Radio 1 el 28 de abril de 2011.
Alcanzó el puesto ##51 en el UK Singles Chart.

## Video musical
El vídeo fue dirigido por Ben Crook y filmado en Barcelona, España. Muestra a los integrantes de la banda caminando por la zona del Tibidabo, aunque hay fotos del Templo Expiatorio del Sagrado Corazón.

## Listado de canciones
| CD, maxisencillo |                                                                |          |  |
| N.º              | Título                                                         | Duración |  |
| 1.               | «Good For Nothing» (Álbum Versión)                             | 03:51    |  |
| 2.               | «Good For Nothing» (Wilkinson Remix)                           | 04:13    |  |
| 3.               | «Good For Nothing» (Mark Knight & D. Ramierz Remix)            | 07:56    |  |
| 4.               | «Good For Nothing» (Ray Foxx Remix)                            | 07:01    |  |
| 5.               | «Good For Nothing» (Hard-Fi Meets Wrongtom 'Good For Dubbing') | 03:31    |  |